# Tomasz Werner
Tomasz (Thomas) Werner (ur. ok. 1430 w Braniewie, zm. 23 grudnia 1498 w Lipsku) – kustosz i kanonik warmiński, profesor Uniwersytetu w Lipsku, bibliofil i fundator.

## Życiorys
Tomasz Werner urodził się w Braniewie jako jedno z siedmiorga dzieci burmistrza miasta o tym samym imieniu i nazwisku. Matką jego była Katarzyna z domu Trunzmann. Pierwsze nauki pobierał w rodzinnym mieście. Od semestru letniego 1448 roku rozpoczął studia na Uniwersytecie w Lipsku. Już w 1450 uzyskał stopień bakałarza filozofii. W 1453 zmarł mu ojciec, a matka zawarła ponowny związek małżeński z Benedyktem von der Schonenwese. W 1454 uzyskał tytuł magistra na wydziale filozoficznym, z którym pozostał związany przez następne 31 lat. W semestrze letnim roku 1460 uzyskał Tomasz Werner najniższy stopień teologiczny (tytuł ,,kursora”) i po raz pierwszy występuje w źródłach jako wykładowca na wydziale filozoficznym. Od tego roku był członkiem Kolegium Mniejszego w Lipsku. W 1461 piastował po raz pierwszy godność dziekana wydziału filozoficznego. W semestrze zimowym 1464 roku został rektorem Uniwersytetu w Lipsku. Półtora roku przedtem, w semestrze letnim 1463, zdobył następny stopień teologiczny ,,sentencjariusza”. Tomasz Werner był człowiekiem zamożnym. Posiadał w Braniewie 48,5 morgi gruntu. Stan jego posiadania pomnożony został otrzymanym w roku 1469 spadkiem. Od roku następnego zaznacza się rozrost jego księgozbioru, na co pozwolił dziedziczony majątek. 20 czerwca 1476 roku Tomasz Werner występuje po raz pierwszy jako kanonik i prałat-kustosz warmińskiej kapituły katedralnej we Fromborku. W tym charakterze brał udział w opracowaniu nowych statutów kapitulnych, nadanych przez biskupa Mikołaja Tüngena. Wysokie stanowisko kościelne w macierzystej diecezji zadecydowało o wciągnięciu Tomasza Wernera do funkcji dyplomatycznych. Zasadniczym terenem jego działalności był jednak uniwersytet lipski. 11 marca 1483 roku pracując nadal w ramach wydziału filozoficznego uzyskał stopień doktora teologii. Z początkiem roku 1485 przebywał na Warmii, zakładając w kaplicy, przylegającej od południa do wieży kościoła parafialnego w Braniewie, pierwsze na Warmii i jedno z pierwszych w ogóle bractwo różańcowe. Do kaplicy brackiej sprawił Tomasz Werner nowy poliptyk Matki Boskiej Różańcowej. W scenie centralnej przedstawiającej Madonnę z Dzieciątkiem, stojącą na półksiężycu, widniał fundator i matka fundatora w pozycji klęczącej, w modlitwie. Po czterech latach dalszej pracy wykładowej na uniwersytecie lipskim Tomasz Werner znów przebywał na Warmii w pierwszych miesiącach 1489 roku. Najpierw, w dniu 30 stycznia, ufundował beneficja wikariuszowskie dla dwu kapłanów lub kleryków pochodzących z Braniewa. Po śmierci biskupa warmińskiego Mikołaja Tüngena w 1489, uczestniczył w wyborze nowego biskupa. Wszystkie oddane głosy padły na kanonika Łukasza Watzenrodego. W dniu 2 stycznia 1498 roku Tomasz Werner spisał swoją ostatnią wolę. Szczodre jałmużny przeznaczył klasztorowi dominikanów w Lipsku, który obrał na miejsce pochówku, następnie klasztorowi franciszkanów, farze lipskiej pod wezwaniem św. Mikołaja, kościołowi św. Tomasza w Lipsku, przytułkom św. Jerzego i św. Jana za murami i klasztorowi żeńskiemu za bramą miejską. Na Warmii obdarzył jałmużnami pieniężnym i przytułki Ducha Św. i św. Jerzego we Fromborku oraz św. Jerzego i św. Andrzeja w Braniewie, dodając po jednym zwykłym łóżku. Kościół farny św. Katarzyny w Braniewie, jak i tamtejsza kaplica Trójcy Świętej na nowym mieście i kaplica św. Jana za murami miejskimi otrzymały legaty pieniężne z obowiązkiem odprawienia mszy św. i modłów. Tomasz Werner pamiętał o ubogich z Braniewa każąc zakupić dla nich dwie sztuki płótna oraz obuwie dla nich i dla żaków. Ponadto ufundował stypendia w Lipsku dla dwu braniewian. Po spisaniu testamentu Tomasz Werner pozostawał w kontakcie z diecezją. 14 grudnia 1498 roku, złamany chorobą, ale jeszcze w pełni świadomości przekazał swój własnoręcznie pisany testament notariuszowi publicznemu, zmieniając niektóre postanowienia swej ostatniej woli w sposób mało precyzyjny i niejasny. Przekazał m.in. posiadane w Lipsku przybory mszalne tamtejszym ojcom dominikanom, co może dowodzić, że Tomasz Werner miał święcenia kapłańskie. 23 grudnia 1498 roku Tomasz Werner umiera. Zgodnie z życzeniem pochowano go w kościele św. Pawła w Lipsku u dominikanów. Napis na grobie brzmiał: .,Roku Pańskiego 1499 dziesiątego dnia kalendów styczniowych umarł wybitny Pan Tomasz Werner z Braniewa, Profesor św. Teologii, członek Kolegium Błogosławionej Maryi, kanonik warmińskiego i życkiego kościoła, który niech odpoczywa w pokoju Amen”. W 1513 wykonawcy ostatniej woli Tomasza Wernera dokonali fundacji kolejnego beneficjum w braniewskiej farze. 
Całość zebranego księgozbioru będącego w posiadaniu Tomasza Wernera szacuje się na 170 rękopisów i inkunabułów. Zebranie w wieku XV tak wspaniałej biblioteki czyni Tomasza Wernera najwybitniejszym bibliofilem warmińskim tamtego okresu. Z jego księgozbioru korzystał m.in. Mikołaj Kopernik.  